# Ali bey Huseynzade
Ali bey Huseyn oğlu Huseynzade (in azero Əli bəy Hüseyn oğlu Hüseynzadə, in turco Hüseyinzade Ali Turan) (Salyan, 7 marzo 1864 – Istanbul, 17 marzo 1940) è stato uno scrittore, filosofo, artista e medico azero e creatore della moderna bandiera dell'Azerbaigian.

## Primi anni
Ali bey Huseynzade nacque nel 1864 da una famiglia di religiosi musulmani a Salyan, nell'attuale Azerbaigian. Il nonno, Mahammadali Huseinzadeh, fu Sheikh ul-Islam (capo religioso supremo) del Caucaso per 32 anni. Ali Bey ricevette la sua istruzione primaria presso la scuola musulmana di Tiflis, seguita dal Ginnasio classico di Tiflis. Nel 1885 entrò al Dipartimento di Fisica e Matematica dell'Università di San Pietroburgo. Dopo la laurea nel 1889, Huseynzade si trasferì a Istanbul, dove entrò alla Facoltà di Medicina dell'Università di Istanbul. Dopo la laurea prestò servizio al fronte come medico militare nell'esercito ottomano durante la guerra greco-turca del 1897, e divenne successivamente assistente professore all'Università di Istanbul. Huseynzade fu uno dei fondatori del Comitato di Unione e Progresso. Ziya Gökalp fu influenzato dalla sua ideologia panturchista e definì Huseynzade come uno dei suoi insegnanti più importanti.

## Attività pubblica
Nel 1903, Ali bey tornò in patria e trascorse i successivi sette anni a Baku. Durante questo periodo si dedicò alle attività accademiche ed editoriali, curò il giornale "Heyat" e fu capo redattore del giornale "Kaspiy". Nel 1905 si unì ad Alimardan Topchubashev, Reşit Ibragimov, Ferruh Bey Vezirov e Ahmet Ağaoğlu come membro della delegazione azera ad un congresso panrusso di musulmani, dove fu raggiunto un accordo sulla creazione dell'Ittifaq al Muslimin, un unico partito musulmano nell'Impero russo. Nel 1906 Huseynzade iniziò a pubblicare la rivista Füyuzat ("Fusione"), finanziata dal famoso filantropo Haji Zeynalabdin Taghiyev, e nei suoi testi criticò aspramente il governo zarista. La rivista non durò molto e venne chiusa nel 1907.
Nel 1910 Huseynzade si trasferì nell'Impero ottomano e nel 1911 fu eletto membro presidente del Comitato di Unione e Progresso. Dal 1915 al 1916 viaggiò in diverse capitali europee per chiedere sostegno al movimento panturchista. Nel 1918 ritornò in Azerbaigian per partecipare alla formazione della Repubblica Democratica di Azerbaigian (RDA), e partecipò ai negoziati per il sostegno ottomano della RDA contro la Comune di Baku. Dopo la caduta della RDA nell'aprile 1920, Huseynzade si stabilì definitivamente in Turchia, divenendone cittadino, e ricevette il cognome Turan. Partecipò insieme alla delegazione turca alla Prima Conferenza di Turcologia tenutasi a Baku nel 1926. Nel 1928 fu arrestato e incluso tra le persone sospettate di aver organizzato l'attentato a Mustafa Kemal in visita a Smirne. Presto venne accertata la sua innocenza e fu assolto in tribunale. Partecipò alle attività del Congresso dell'Associazione della Lingua Turca nel 1936.
Morì a Istanbul il 17 marzo 1940 e fu sepolto nel cimitero di Karacaahmet.

## Memoria
Una delle strade nel quartiere Yasamal di Baku prende il nome da Ali bey Huseynzade. Nel centro della sua città natale è presente una sua statua.